# ابن ایم پونگو
ابن ایم پونگو (به آلمانی: Eben im Pongau) یک منطقهٔ مسکونی در اتریش است که در ناحیه سنت یوهان ایم پونگاو واقع شده‌است. ابن ایم پونگو ۳۵٫۹ کیلومتر مربع مساحت دارد ۸۶۲ متر بالاتر از سطح دریا واقع شده‌است.